# 누리안호
누리안호는 2012년에 목포시 삼학부두에서 취항한 아시아 최대 수중발굴 인양선이다.

## 재원
무게 290t이며, 길이 36.4m, 폭 9m 규모로 최대 14노트 속력으로 항해할 수 있으며 20명이 20일간 체류하면서 발굴조사를 수행한다. 최첨단 장비들이 많이 장착되어 있다.